# Arbejdskraftreserven - om ikke-faglærte kvinder
Arbejdskraftreserven - om ikke-faglærte kvinder er en dansk dokumentarfilm fra 1987 instrueret af Ib Makwarth efter eget manuskript.

## Handling
En film om Kvindeligt Arbejderforbund og dets medlemmer. De ikke-faglærte kvinder har ofte det mest monotone arbejde, der er stor arbejdsløshed blandt forbundets medlemmer, og der er stort behov for uddannelse og faglig mobilisering. Arbejdsmiljøet og den nye teknologi er vigtige debatspørgsmål, ikke mindst for den store kvindelige arbejdskraftreserve. Filmen kommer ind på, hvad forbundets politik er og har været. Det er en stor fejl at tro, at kvinderne har ligestilling, siger formanden for forbundet. De har ikke en reel indflydelse på udviklingen i det danske samfund.